# محمدعلی دلاور
محمدعلی دلاور (زادهٔ ۱۳۳۵ در درگز) نمایندهٔ حوزهٔ انتخابیهٔ درگز در دورهٔ هشتم مجلس شورای اسلامی بوده‌است.
ا